# 1892년
1892년은 금요일로 시작하는 윤년이다.

## 연호
- 청(淸) 광서(光緖) 18년
- 일본(日本) 메이지(明治) 25년
- 응우옌 왕조(阮朝) 타인타이(成泰) 4년

## 기년
- 청(淸) 덕종 광서제(德宗 光緖帝) 18년
- 조선(朝鮮) 고종(高宗) 29년
- 응우옌 왕조(阮朝) 성태제(成泰帝) 4년

## 사건
- 11월 13일 - 이탈리아 왕국에서 총선이 실시되어 역사적 좌파 진영의 집권이 유지되었다.
- 제1차 교조 신원 운동.

## 문화
- 1월 15일 - 제임스 네이스미스가 농구 규칙을 발표하다.
- 3월 15일 - 영국 축구 클럽 리버풀 FC 창단.
- 9월 9일 - 영국 축구 클럽 뉴캐슬 유나이티드 FC 창단.
- 조선 전라남도 완도에 통조림공장이 최초로 건립되면서 통조림 제조 시작.

## 탄생

### 1월
- 1월 1일 - 필리핀의 독립 운동가, 정치인, 대통령 마누엘 로하스. (~1974년)
- 1월 3일 - 영국의 소설가 J. R. R 톨킨. (~1973년)
- 1월 12일 - 소련의 군인 미하일 키르포노스. (~1941년)
- 1월 15일 - 일제 강점기의 관료 박재홍. (~1977년)
- 1월 26일 - 미국의 비행사 베시 콜먼. (~1926년)
- 1월 29일 - 미국의 배우, 영화감독 에른스트 루비치. (~1947년)

### 2월
- 2월 2일 - 이탈리아의 화가 안토니오 세니. (~1972년)
- 2월 3일 - 스페인의 정치인 후안 네그린. (~1956년)
- 2월 4일 - 대한민국의 독립운동가 나석주. (~1926년)
- 2월 29일 - 중화민국의 과학자 겸 정치가 천보좡. (~1960년)

### 3월
- 3월 1일 - 일본의 소설가 아쿠타가와 류노스케. (~1927년)
- 3월 4일 - 대한민국의 소설가 이광수. (~1950년)

### 4월
- 4월 3일 - 베트남의 정치인 응우옌 반 쑤온. (~1989년)
- 4월 8일 - 미국의 배우 메리 픽퍼드. (~1979년)
- 4월 13일 - 영국의 군인 아서 해리스. (~1984년)
- 4월 19일 - 대한민국의 독립 운동가 황애덕. (~1971년)

### 5월
- 5월 3일 - 영국의 물리 학자 조지 패짓 톰슨. (~1975년)
- 5월 8일 - 영국의 예술사회학자 아르놀트 하우저. (~1978년)
- 5월 9일 - 오스트리아-헝가리의 황후 치타 디 파르마 공녀. (~1989년)
- 5월 25일 - 유고슬라비아의 정치인 요시프 브로즈 티토. (~1980년)
- 5월 28일 - 나치 친위대의 SS상급대장 제프 디트리히. (~1966년)
- 5월 31일 - 나치 독일의 정치가 그레고어 슈트라서. (~1934년)

### 6월
- 6월 2일 - 일제강점기의 법조인 유영. (~1950년)
- 6월 18일 - 대한민국의 독립운동가 김마리아. (~1962년)
- 6월 21일 - 미국의 신학자 라인홀드 니부어. (~1971년)
- 6월 24일 - 대한민국의 화가 김은호. (~1979년)
- 6월 25일 - 731부대의 대장 이시이 시로. (~1959년)
- 6월 26일 - 미국의 소설가 펄 S. 벅. (~1973년)

### 7월
- 7월 1일 - 미국의 작가 제임스 M. 케인. (~1977년)
- 7월 15일 - 독일의 문학 비평가 발터 벤야민. (~1940년)
- 7월 18일 - 브라질의 전 축구 선수 아르투르 프리덴라이히. (~1969년)
- 7월 23일
  - 대한민국의 대법관 김동현. (~1961년)
  - 에티오피아의 황제 하일레 셀라시에. (~1975년)

### 8월
- 8월 4일 - 대한민국의 독립운동가 조동호. (~1954년)
- 8월 15일 - 프랑스의 과학자 루이 드 브로이. (~1987년)
- 8월 29일 - 프랑스의 과학철학자 알렉상드르 쿠아레. (~1964년)

### 9월
- 9월 4일 - 프랑스의 작곡가 다리우스 미요. (~1974년)
- 9월 24일 - 대한민국의 독립운동가 조동호. (~1954년)

### 10월
- 10월 8일
  - 일제 강점기에 만주 지역에서 간도협조회를 창설한 공작원 김동한. (~1937년)
  - 러시아의 시인 마리나 츠베타예바 (~1941년)
- 10월 14일 - 소련의 군인 안드레이 예료멘코. (~1970년)

### 11월
- 11월 27일 - 미국의 야구 선수 불릿 조 부시. (~1974년)

### 12월
- 12월 4일 - 에스퍄나의 독재자 프란시스코 프랑코. (~1975년)
- 12월 15일 - 미국의 사업가 진 폴 게티. (~1976년)

### 미상
- 일제 강점기의 관료 김영일. (~?)
- 일제강점기의 독립운동가 김정학. (~1949년)

## 사망
- 1월 21일 - 영국의 천문학자 존 쿠치 애덤스. (1819년~)
- 9월 17일 - 독일의 법학자 루돌프 폰 예링. (1818년~)

## 달력
| 1월 |    |    |    |    |    |    |
| 일  | 월 | 화 | 수 | 목 | 금 | 토 |
|     |    |    |    |    | 1  | 2  |
| 3   | 4  | 5  | 6  | 7  | 8  | 9  |
| 10  | 11 | 12 | 13 | 14 | 15 | 16 |
| 17  | 18 | 19 | 20 | 21 | 22 | 23 |
| 24  | 25 | 26 | 27 | 28 | 29 | 30 |
| 31  |    |    |    |    |    |    |

| 2월 |    |    |    |    |    |    |
| 일  | 월 | 화 | 수 | 목 | 금 | 토 |
|     | 1  | 2  | 3  | 4  | 5  | 6  |
| 7   | 8  | 9  | 10 | 11 | 12 | 13 |
| 14  | 15 | 16 | 17 | 18 | 19 | 20 |
| 21  | 22 | 23 | 24 | 25 | 26 | 27 |
| 28  | 29 |    |    |    |    |    |

| 3월 |    |    |    |    |    |    |
| 일  | 월 | 화 | 수 | 목 | 금 | 토 |
|     |    | 1  | 2  | 3  | 4  | 5  |
| 6   | 7  | 8  | 9  | 10 | 11 | 12 |
| 13  | 14 | 15 | 16 | 17 | 18 | 19 |
| 20  | 21 | 22 | 23 | 24 | 25 | 26 |
| 27  | 28 | 29 | 30 | 31 |    |    |

| 4월 |    |    |    |    |    |    |
| 일  | 월 | 화 | 수 | 목 | 금 | 토 |
|     |    |    |    |    | 1  | 2  |
| 3   | 4  | 5  | 6  | 7  | 8  | 9  |
| 10  | 11 | 12 | 13 | 14 | 15 | 16 |
| 17  | 18 | 19 | 20 | 21 | 22 | 23 |
| 24  | 25 | 26 | 27 | 28 | 29 | 30 |

| 5월 |    |    |    |    |    |    |
| 일  | 월 | 화 | 수 | 목 | 금 | 토 |
| 1   | 2  | 3  | 4  | 5  | 6  | 7  |
| 8   | 9  | 10 | 11 | 12 | 13 | 14 |
| 15  | 16 | 17 | 18 | 19 | 20 | 21 |
| 22  | 23 | 24 | 25 | 26 | 27 | 28 |
| 29  | 30 | 31 |    |    |    |    |

| 6월 |    |    |    |    |    |    |
| 일  | 월 | 화 | 수 | 목 | 금 | 토 |
|     |    |    | 1  | 2  | 3  | 4  |
| 5   | 6  | 7  | 8  | 9  | 10 | 11 |
| 12  | 13 | 14 | 15 | 16 | 17 | 18 |
| 19  | 20 | 21 | 22 | 23 | 24 | 25 |
| 26  | 27 | 28 | 29 | 30 |    |    |

| 7월 |    |    |    |    |    |    |
| 일  | 월 | 화 | 수 | 목 | 금 | 토 |
|     |    |    |    |    | 1  | 2  |
| 3   | 4  | 5  | 6  | 7  | 8  | 9  |
| 10  | 11 | 12 | 13 | 14 | 15 | 16 |
| 17  | 18 | 19 | 20 | 21 | 22 | 23 |
| 24  | 25 | 26 | 27 | 28 | 29 | 30 |
| 31  |    |    |    |    |    |    |

| 8월 |    |    |    |    |    |    |
| 일  | 월 | 화 | 수 | 목 | 금 | 토 |
|     | 1  | 2  | 3  | 4  | 5  | 6  |
| 7   | 8  | 9  | 10 | 11 | 12 | 13 |
| 14  | 15 | 16 | 17 | 18 | 19 | 20 |
| 21  | 22 | 23 | 24 | 25 | 26 | 27 |
| 28  | 29 | 30 | 31 |    |    |    |

| 9월 |    |    |    |    |    |    |
| 일  | 월 | 화 | 수 | 목 | 금 | 토 |
|     |    |    |    | 1  | 2  | 3  |
| 4   | 5  | 6  | 7  | 8  | 9  | 10 |
| 11  | 12 | 13 | 14 | 15 | 16 | 17 |
| 18  | 19 | 20 | 21 | 22 | 23 | 24 |
| 25  | 26 | 27 | 28 | 29 | 30 |    |

| 10월 |    |    |    |    |    |    |
| 일   | 월 | 화 | 수 | 목 | 금 | 토 |
|      |    |    |    |    |    | 1  |
| 2    | 3  | 4  | 5  | 6  | 7  | 8  |
| 9    | 10 | 11 | 12 | 13 | 14 | 15 |
| 16   | 17 | 18 | 19 | 20 | 21 | 22 |
| 23   | 24 | 25 | 26 | 27 | 28 | 29 |
| 30   | 31 |    |    |    |    |    |

| 11월 |    |    |    |    |    |    |
| 일   | 월 | 화 | 수 | 목 | 금 | 토 |
|      |    | 1  | 2  | 3  | 4  | 5  |
| 6    | 7  | 8  | 9  | 10 | 11 | 12 |
| 13   | 14 | 15 | 16 | 17 | 18 | 19 |
| 20   | 21 | 22 | 23 | 24 | 25 | 26 |
| 27   | 28 | 29 | 30 |    |    |    |

| 12월 |    |    |    |    |    |    |
| 일   | 월 | 화 | 수 | 목 | 금 | 토 |
|      |    |    |    | 1  | 2  | 3  |
| 4    | 5  | 6  | 7  | 8  | 9  | 10 |
| 11   | 12 | 13 | 14 | 15 | 16 | 17 |
| 18   | 19 | 20 | 21 | 22 | 23 | 24 |
| 25   | 26 | 27 | 28 | 29 | 30 | 31 |

### 음양력 대조 일람
| 음력월 | 월건 | 대소 | 음력 1일의 양력 월일 | 음력 1일 간지 |
| ------ | ---- | ---- | -------------------- | ------------- |
| 1월    | 임인 | 소   | 1월 30일             | 신유          |
| 2월    | 계묘 | 소   | 2월 28일             | 경인          |
| 3월    | 갑진 | 대   | 3월 28일             | 기미          |
| 4월    | 을사 | 소   | 4월 27일             | 기축          |
| 5월    | 병오 | 소   | 5월 26일             | 무오          |
| 6월    | 정미 | 대   | 6월 24일             | 정해          |
| 윤6월  |      | 소   | 7월 24일             | 정사          |
| 7월    | 무신 | 대   | 8월 22일             | 병술          |
| 8월    | 기유 | 대   | 9월 21일             | 병진          |
| 9월    | 경술 | 소   | 10월 21일            | 병술          |
| 10월   | 신해 | 대   | 11월 19일            | 을묘          |
| 11월   | 임자 | 대   | 12월 19일            | 을유          |
| 12월   | 계축 | 대   | 1893년 1월 18일      | 을묘          |